# John Green
John Michael Green (n. 24 august 1977) este un scriitor american de literatură pentru tineret și vlogger pe YouTube. Împreună cu fratele său, a creat Brotherhood 2.0, cel mai popular proiect video online, accesat pe YouTube de peste 30 de milioane de fani Nerdfighter din întreaga lume. A câștigat Premiul Printz pentru romanul său de debut, Looking for Alaska, și cel mai recent roman, The Fault in Our Stars, a fost pe locul I în The New York Times Best Seller list în luna ianuarie 2012. Ulterior, s-a realizat un film bazat pe acesta, numit Sub aceeași stea. În 2014, Green a fost inclus în lista celor mai influente 100 de persoane din lume, realizată de revista Time.
În 2015 a fost lansat cel de-al doilea film bazat pe romanul Paper Towns, un alt bestseller New York Times, USA TODAY și Publishers Weekly.
Cărțile sale au fost publicate în peste douăzeci de limbi și figurează constant în topul celor mai bine vândute titluri al publicației New York Times.
Unele dintre romanele sale au fost traduse și în limba română:
- Căutând-o pe Alaska
- Sub aceeași stea (2013)
- De 19 ori Katherine (2014)
- Orașe de hârtie (2015)
- Fulgi de iubire
- "Un șir infinit de țestoase" (2017)